# 金子武雄 (1905年生)
金子 武雄（かねこ たけお、1905年〈明治38年〉12月 - 1984年〈昭和59年〉11月22日）は、日本の国文学者。立教大学名誉教授。中世物語文学が専門で、中村本『夜の寝覚』の注釈で知られる。

## 人物
国文学者の金子元臣の長男として東京に生まれる。
1931年東京帝国大学文学部国文科卒。立教大学教授、1971年定年退任、名誉教授。
1906年生まれの金子武雄とは同姓同名の別人であるが、生没年ともに極めて近く、研究した専攻分野は異なるものの近いため一般書などでは同じ分野のものも多く、国会図書館の書誌データベースの著者の情報では混同されていた、という話が以前よりあり、現在も混同されたままである。

## 編著書
- 『奥の細道全釈』風間書房、1950
- 『最新國文學史・國文法』研究社學生叢書、1950
- 『国文選釈 補習用 近世篇』習文社、1951
- 『古文の基礎的研究』山海堂 学習研究新書、1951
- 『近世俳文』学燈文庫、1952
- 『歴史物語』学燈文庫、1952「声で読む大鏡・今鏡・増鏡」學燈社、2007
- 『古典評釈枕草子 文法追究』研文社、1953
- 『古文解釈』学生社、1953
- 『奧の細道その他(俳文・書簡・俳論)の講義』大修館書店、1954
- 『掌中小倉百人一首の講義』大修館書店、1954
- 『好色五人女 西鶴全釈』有信堂文庫、1954
- 『古典評釈源氏物語 桐壺・帚木 文法追究』研文社、1954
- 『奧の細道・俳文・俳論 芭蕉・一茶・也有の講義』大修館書店、1955
- 『古文解釈の研究 新版』山海堂、1955
- 『古文精粹 解釈と文法』紀元社出版、1955
- 『西鶴織留新解』石崎書店、1957 のち白帝社
- 『国語セミナ 問題研究』(編)学生社、1958
- 『古典評釈源氏物語 文法追究』研文社、1959
- 『小倉百人一首詳講』石崎書店、1966
- 『解明基礎古典の読解』文英堂シグマ・ベスト、1968
- 『西鶴置土産新解』白帝社、1970
- 『物語文学の研究 本文と論考』笠間書院、1974

### 共著
- 『百人一首 正しい解釈とかるた早取法』伊藤秀吉共著 石崎書店、1956
- 『六万語古語辞典』三谷栄一共編 金園社、1964

### 校訂
- 『恋路ゆかしき大将』（編）筑波書店、1936
- 『国語模擬試験十二回 自己採点式』(編) 学燈社、1952
- 『夜寝覚物語 異本』全5巻(校) 古典文庫、1954 - 1955
- 『我身にたどる姫君』全8巻(校) 古典文庫、1956

## 参考
- 『人物物故大年表』
- 『近代文学研究叢書 第53巻（金子元臣）』昭和女子大学近代文化研究所、1982